# Samuel Jurewicz
Samuel Jurewicz herbu Lubicz (zm. przed 20 maja 1720 roku) – wojski, miecznik wołkowyski, pisarz dekretowy Wielkiego Księstwa Litewskiego w 1709 roku.
Poseł na sejm zwyczajny 1718 (zalimitowany) i sejm zwyczajny 1719/1720 (z limity) roku z powiatu brzeskolitewskiego.